# Музды-Булак (гора)
Музды-Булак — гора на границе России и Казахстана. С российской стороны расположено на западе плоскогорья Укок Республики Алтай. Высота 3050 м.
С горы берут начало две реки: с севера Кара-Тюс-Булал (бассейн Бухтармы), с юга левый приток реки Бухтарма.
На северном склоне расположены несколько озёр.

## Топографические карты
- Лист карты M-45-XXVIII Аргамджи. Масштаб: 1 : 200 000. Состояние местности на 1969-1978 год. Издание 1983 г.